# Energía solar en España

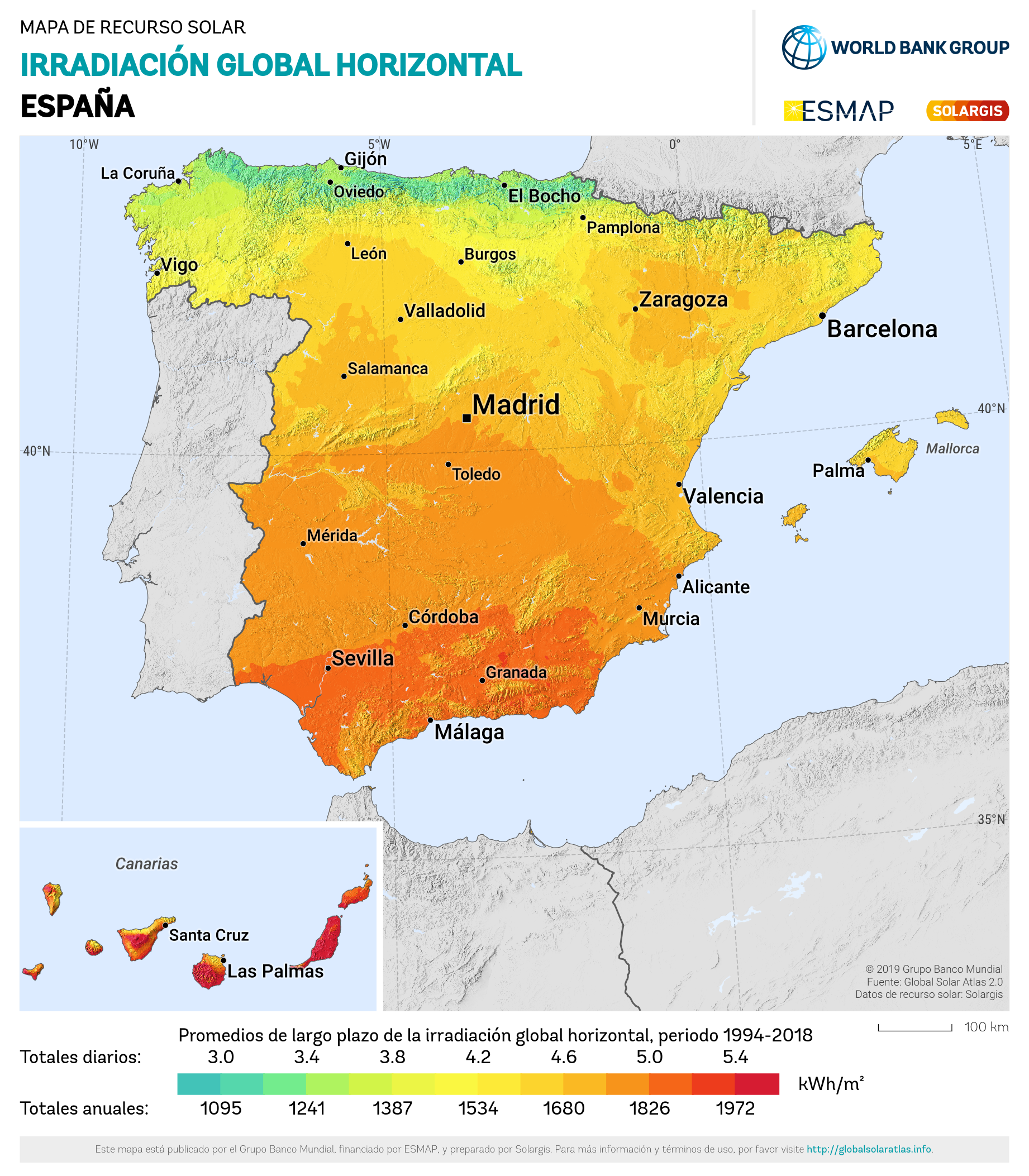
Mapa de la radiación solar en España

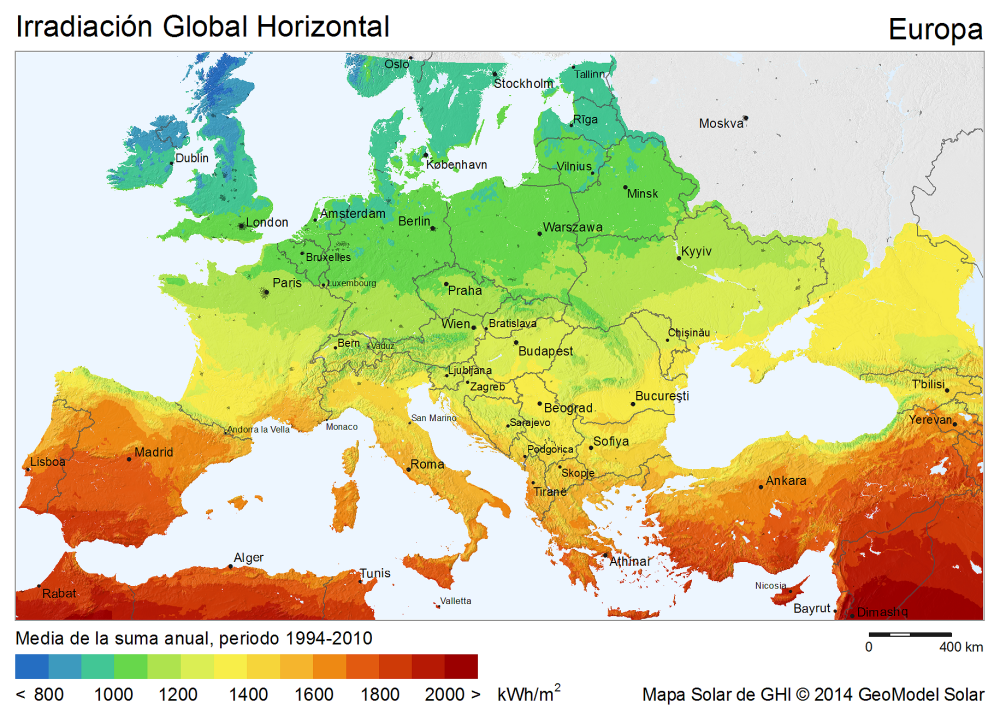
Mapa de la radiación solar en Europa

La energía solar en España es una fuente de energía eléctrica renovable que se encuentra en una fase avanzada de desarrollo, instalación y aprovechamiento. Se puede subdividir en dos tipos, principalmente: energía solar fotovoltaica y energía solar térmica.
España es uno de los países de Europa con mayor cantidad de horas de sol, a lo que se unen los compromisos europeos en instalación de energías renovables así como la conveniencia estratégica de disminuir la gran dependencia energética exterior y aumentar la autonomía energética. 
Todo ello contribuyó a que España fuera inicialmente uno de los primeros países a nivel mundial en investigación, desarrollo y aprovechamiento de la energía solar.
Gracias a una legislación favorable, España fue en 2008 uno de los países con más potencia fotovoltaica instalada del mundo, con 2708 MW instalados en un solo año. 
Sin embargo, regulaciones legislativas posteriores frenaron la implantación de esta tecnología. Estas modificaciones en la legislación del sector ralentizaron la construcción de nuevas plantas fotovoltaicas en años sucesivos, de tal forma que en 2009 se instalaron tan solo 19 MW, en 2010 se instalaron 420 MW y en 2011 354 MW. La potencia instalada de energía solar fotovoltaica en España alcanzaba los 4672 MW a finales de 2014 y llegó a los 7759 MW en 2018.
A pesar del frenazo en la implantación de la energía solar en España, la potencia ya instalada ha protagonizado varios récords en años recientes. Así, en junio de 2013, la energía solar produjo más electricidad que el gas.
La energía termosolar de concentración tuvo un notable crecimiento en España entre 2008 y 2013. Sin embargo, no se han construido nuevas centrales de ese tipo a partir de entonces. Esta tecnología alcanzó los 2300 MW de potencia instalada a principios de 2014. En junio de 2016, la energía termosolar batió récords de producción de electricidad, generando en junio el 4,4 % de la electricidad en España y produciendo 791 gigavatios-hora (GWh). A ello se sumó la máxima contribución de generación solar, al aportar esta tecnología en una franja horaria el 9,4 % de la demanda total del país.
Las plantas termosolares pueden producir de forma continua durante el día y mantenerse inyectando potencia a la red por la noche. Las centrales con capacidad de almacenamiento proporcionan electricidad en el pico de demanda de la tarde y noche, y presentan una curva de generación muy similar a la curva de la demanda en España.

## Marco legal

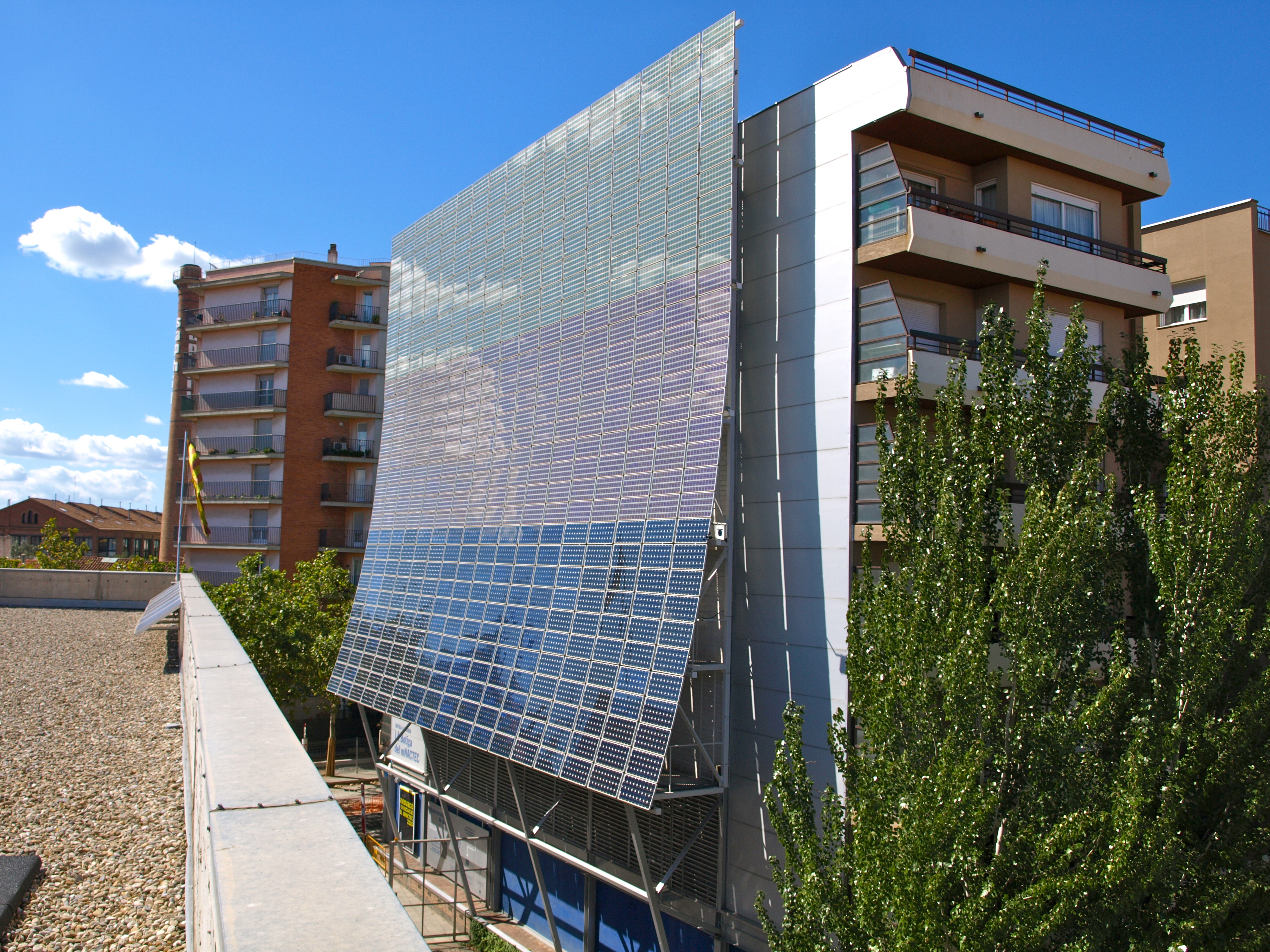
Fachada fotovoltaica en el edificio MNACTEC, Tarrasa, Cataluña

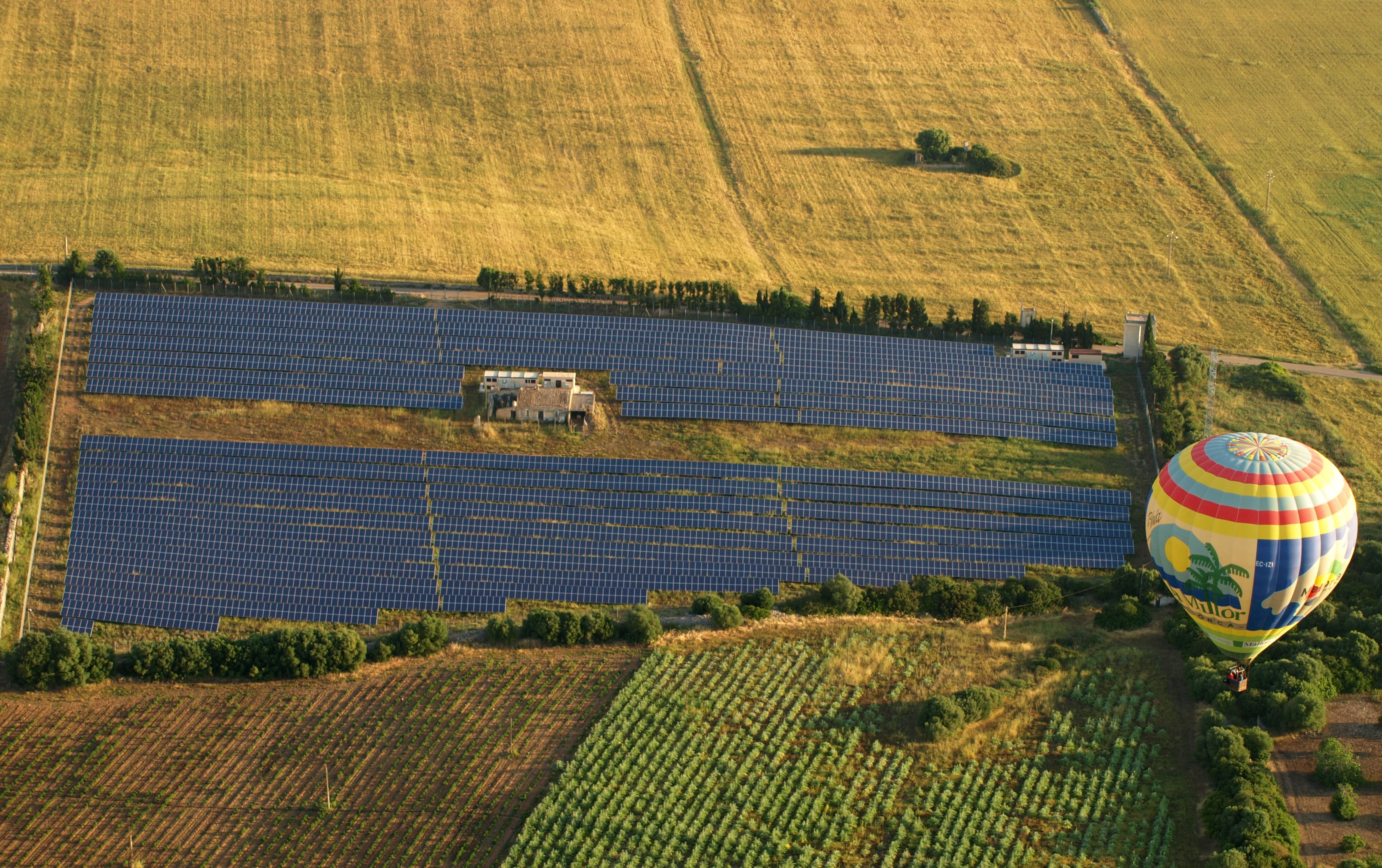
Parque solar en Manacor, Mallorca

España es uno de los países de Europa con mayor irradiación anual. Esto hace que la energía solar sea en este país más rentable que en otros. Regiones como el norte de España, que generalmente se consideran poco adecuadas para la energía fotovoltaica, reciben más irradiación anual que la media en Alemania, país que ha mantenido durante años el liderazgo en la promoción de la energía solar fotovoltaica.
La primera instalación fotovoltaica conectada a red en España fue la planta piloto de 100 kWp que Iberdrola instaló en San Agustín de Guadalix en 1984. Sin embargo, durante la década de 1980, el mercado fotovoltaico en España se ciñó al abastecimiento de aplicaciones aisladas. No fue hasta 1993 cuando se pudieron instalar otros cuatro sistemas de conexión a red, cada uno de 2,7 kWp, en unas viviendas particulares de Pozuelo de Alarcón. A estos le siguieron otros proyectos de demostración: 42 kWp en una escuela de Menorca, 13,5 kWp en el Instituto de Energía Solar de la Universidad Politécnica de Madrid, y 53 kWp en la biblioteca municipal de Mataró, siendo el más importante la planta Toledo-PV, de 1 MW, que fue conectada a la red en 1993.
A finales de 1995 la potencia total instalada sumaba 1,6 MW, a pesar de que ninguno de los sistemas mencionados estaba incorporado legalmente en el contexto general del sistema eléctrico. Al no existir una normativa específica que los regulase, se encontraban en una especie de vacío legal.
En 1998, en concordancia con las medidas de apoyo a las energías renovables que se estaban llevando a cabo en el resto de Europa, el Gobierno de José María Aznar, aprobó el Real Decreto 2818/1998, que reconocía la necesidad de un tratamiento específico para esta alternativa energética, estableciendo unas primas de 30 y 60 pesetas por kWh (0,18 y 0,36 €) vertido a la red para instalaciones con potencia nominal superior e inferior a 5 kWp respectivamente. En el año 2000, solo dos plantas habían logrado acceder a esas primas, y el Gobierno publicó un nuevo Real Decreto, el 1663/2000, que estableció condiciones técnicas y administrativas específicas, y supuso el inicio de un lento despegue de la fotovoltaica. 
El verdadero marco regulador que impulsó definitivamente el desarrollo de centrales solares fotovoltaicas conectadas a la red fue el Real Decreto 436/2004, aprobado por el Gobierno de José María Aznar en sus últimos meses en el poder, y el Real Decreto 661/2007, aprobado ya por el Gobierno de José Luis Rodríguez Zapatero, en el que se estipulaba una prima de 0,44 € por cada kWh fotovoltaico que se inyectaba a la red, lo que ofrecía rentabilidades de en torno al 7 %. El objetivo del Gobierno era contar con 400 MW de energías renovables para 2010, objetivo del que ya se había conseguido al 85 % en tres meses. La finalidad de las primas era cubrir una parte de los costes, para que las renovables pudieran competir en igualdad de oportunidades frente a otras energías.
Gracias a esta regulación, España fue en el año 2008 uno de los países con más potencia fotovoltaica instalada del mundo, con 2708 MW instalados en un solo año. A partir del 30 de septiembre de 2008 esta actividad quedó regulada mediante otro Real Decreto, el 1578/2008, que estableció unas primas variables en función de la ubicación de la instalación (suelo: 0,32 €/kWh o tejado: 0,34 €/kWh), estando sujetas a un cupo máximo de potencia anual instalada a partir de 2009, que se adaptaría año a año en función del comportamiento del mercado.
Entre 2007 y 2008, unas 64 000 familias invirtieron en energía solar fotovoltaica incentivadas por un plan estatal que prometía una rentabilidad garantizada del 10 % al 12 %. Bajo el lema «El sol puede ser suyo», el Gobierno ofrecía seguridad a pequeños inversores, muchos de ellos agricultores o ciudadanos sin experiencia previa, que financiaron sus instalaciones con préstamos bancarios.
En 2010, con el país ya inmerso en la Gran Recesión, el Gobierno socialista aprobó dos regulaciones: una, el Real Decreto 1565/2010, de 19 de noviembre, que limitaba la percepción de primas hasta el límite del año 2025, y otra, el Real Decreto Ley 14/2010 de 24 de diciembre, que limitaba de forma retroactiva el número de horas susceptibles de pago. Esto arruinó a multitud de inversores pequeños. Al realizarse mediante un Real Decreto Ley (el 14/2010 de 24 de diciembre), impedía la tramitación de demandas en los juzgados de forma directa al no poderse utilizar la vía del recurso de inconstitucionalidad de forma directa por los administrados. En cambio, sí se permitía realizar un arbitraje internacional a los fondos de inversión extranjeros presentar recurso de inconstitucionalidad a los Gobiernos autonómicos, como así hicieron el de la Región de Murcia o de Extremadura. El comisario europeo de Energía, Günther Oettinger, se manifestó contrario a las medidas retroactivas, que acarreaban inseguridad jurídica, quebrando la confianza en el mercado español.
Desde el Gobierno se justificaron estas acciones como necesarias para acelerar el recorte de ayudas públicas al sector renovable y atajar el llamado déficit de tarifa, es decir, la desviación entre los costes e ingresos del mercado eléctrico español, achacada principalmente a las primas a las energías renovables.
Por el contrario, las principales asociaciones empresariales del sector renovable y organizaciones ecologistas indicaban que solo aproximadamente un 20 % del déficit de tarifa se debía a las primas del régimen especial, incluida la cogeneración, perteneciendo el resto a otros extracostes, como la desviación de precios del pool eléctrico, costes extrapeninsulares, etc. Argumentaron, entre otros motivos, que, en el periodo 2000-2008, el déficit de tarifa fue 8000 millones de euros mayor que las primas a las renovables, o que, por ejemplo, el déficit de tarifa total ascendía ya en 2008 a 16 000 millones de euros (un 60 % del actual en 2013), cuando en España la industria fotovoltaica todavía no se había desarrollado.
| >0 MW >500 MW | >1000 MW >2000 MW | >5000 MW >6000 MW |

Potencia instalada de energía solar fotovoltaica en España en 2023, por comunidades autónomas

Según estas mismas asociaciones, esta situación provocaba una grave contradicción entre los objetivos de la Unión Europea de impulsar las energías limpias, por una parte, y en España, por otra parte, la realidad de una escasa liberalización del sector energético impedía el despegue y la libre competitividad de las energías renovables y la generación distribuida.
Estas modificaciones en la legislación del sector ralentizaron la construcción de nuevas plantas fotovoltaicas, de tal forma que en 2009 se instalaron tan solo 19 MW, 420 MW en 2010 y 354 MW en 2011, correspondiendo al 2 % del total de la Unión Europea. En términos de producción energética, en 2010, la energía fotovoltaica cubrió en España aproximadamente el 2 % de la generación de electricidad, mientras que en 2011 representó el 2,9 % de la generación eléctrica, según datos de Red Eléctrica.
A finales de 2011, el Gobierno de José Luis Rodríguez Zapatero aprobó el Real Decreto por el que se estableció la regulación de las condiciones administrativas, técnicas y económicas de la conexión a red de instalaciones de producción de energía eléctrica de pequeña potencia. Sin embargo, todavía quedó pendiente apruebar la norma que desarrolla las condiciones técnicas necesarias para dichas conexiones y la regulación de un modelo de balance neto adecuado a las características del sistema eléctrico nacional.
El acceso a la red eléctrica en España requiere una serie de permisos de la administración y la autorización de la compañía eléctrica distribuidora de la zona. Esta tiene la obligación de dar punto de enganche o conexión a la red eléctrica, pero, en la práctica, el papeleo y la reticencia de las eléctricas están frenando el impulso de las energías renovables en general, y de la energía fotovoltaica en particular. Las eléctricas buscan motivos técnicos, como la saturación de la red, para controlar sus intereses en otras fuentes energéticas, con la intención de bloquear la iniciativa de los pequeños productores de energía solar fotovoltaica.
En enero de 2012, el Gobierno de Mariano Rajoy aprobó el Real Decreto Ley 1/2012, por el que se procedió a la suspensión de forma indefinida de los cupos del Régimen Especial de energía, es decir, los procedimientos de preasignación de retribución y de los incentivos económicos para nuevas instalaciones fotovoltaicas y demás energías renovables. En la práctica, este Real Decreto Ley supuso que las nuevas plantas fotovoltaicas que no estuvieran inscritas en cupos no recibirían prima alguna, pero podrían vender la energía a precio de mercado. También recortó las primas ya existentes en un 30 % de forma retroactiva. Esto supuso un nuevo golpe devastador para muchas familias, que vieron cómo las plantas en las que habían invertido dejaban de ser rentables. Algunas perdieron sus viviendas o tierras, otras tuvieron que refinanciar con intereses más altos, y muchas quedaron endeudadas. Además, la regulación supuso un freno al desarrollo de la energía fotovoltaica y agravó la crisis del sector de la energía renovable en España iniciada en el año 2010. A finales de 2014, la potencia fotovoltaica instalada en España ascendía a 4672 MW, prácticamente invariable con respecto a los dos años anteriores. En 2015 apenas se instalaron 49 MW nuevos y otros 55 MW en 2016.
La Justicia española avaló el recorte retroactivo del 30 % a las primas, pero empresas extranjeras afectadas recurrieron a tribunales internacionales de arbitraje y recibieron fallos a su favor, con derecho a compensaciones millonarias del Estado español. Esto generó mayor indignación entre los pequeños inversores, que no tienen acceso a esos tribunales, y denunciaban un trato desigual. Posteriormente, en 2019, el Gobierno de Mariano Rajoy intentó compensar a los afectados fijando una rentabilidad del 7,39 % hasta 2031. Aunque esta medida fue valorada positivamente por las asociaciones, muchos inversores consideraron que no resolvía el daño sufrido ni la pérdida de confianza y pidieron extender la retribución más allá de 2031.
En 2015, el Gobierno de Mariano Rajoy también impulsó el Real Decreto 900/2015, conocido popularmente como el Impuesto al Sol, que impuso un impuesto, al autoconsumo eléctrico mediante fotovoltaica o termosolar, para proteger las inversiones de las grandes compañías eléctricas. Según se denunció, fue impulsado por el director de Prospectiva Regulatoria de Iberdrola, Gonzalo Sáenz de Miera, de modo que la iniciativa partía de los intereses de una gran compañía eléctrica. Estuvo vigente hasta 2018, cuando lo derogó el Gobierno de Pedro Sánchez.
La cooperativa de energías renovables Som Energia se ha destacado por haber puesto en funcionamiento, en abril de 2016, la primera central fotovoltaica del país sin ayudas públicas.
En julio de 2017, el Gobierno de Mariano Rajoy organizó una subasta que adjudicó más de 3500 MW de nuevas plantas de energía fotovoltaica y que permitían a España alcanzar los objetivos de generación de energía renovable establecidos por la Unión Europea para 2020. La construcción de las plantas adjudicadas no suponían ningún coste para el sistema al no contar ya con ninguna prima.

Ya en la decáda de 2020, las primas no tenían ningún sentido, pues la fotovoltaica ya era rentable. Sus costes habían disminuido considerablemente.

## Energía solar fotovoltaica
La potencia instalada de solar fotovoltaica alcanzó en 2023 los 25 549 MW, un 28 % más con respecto al 2022, hasta cubrir el 14 % (37 332 GWh) de la demanda de energía eléctrica en 2023, un 33,8 % más que en 2022.
Entre 2007 y 2009 se construyeron en España algunas de las mayores centrales fotovoltaicas del mundo, aunque en años más recientes, el parón de la industria solar en España y el crecimiento de la misma en el resto del mundo hizo que la mayoría de ellas descendieran en el ranking de las plantas más grandes a nivel mundial.
Entre 2012 y 2017, años del Gobierno de Mariano Rajoy, del Partido Popular, se instaló muy poca nueva potencia de energía solar fotovoltaica. Apenas tuvo crecimiento.
A comienzos de 2016, las mayores plantas fotovoltaicas en España eran el parque fotovoltaico de Puertollano (70 MW), el parque fotovoltaico de Olmedilla de Alarcón (60 MW), la planta solar La Magascona y La Magasquilla (30 MW), la planta solar de Arnedo (30 MW), el parque solar Mérida/Don Álvaro (30 MW), la planta solar de Fuente Álamo de Murcia (26 MW), la planta fotovoltaica de Lucainena de las Torres (23,2 MW), el parque fotovoltaico Abertura Solar (23,1 MW), el parque solar Hoya de Los Vicentes (23 MW), la huerta solar de Almaraz (22,1 MW) y el parque solar Calverón (21 MW).
En 2022, de todas las instalaciones fotovoltaicas del país, sólo dos tienen categoría nacional de "central solar fotovoltaica", por su relevancia, su carácter estratégico y por la energía que generan: Núñez de Balboa (Badajoz) y Mula (Murcia). El resto se trata de instalaciones de menor entidad con la denominación de planta y parque solar, o, incluso, campo solar fotovoltaico. Con motivo de la crisis energética europea de 2022 se ha planteado la ampliación hasta los 450 MW de potencia pico de las plantas fotovoltaicas de Talayuela (Cáceres), Don Rodrigo (Sevilla), Picón (Ciudad Real) y Olmedilla de Alarcón (Cuenca), que pasarían a ser consideradas centrales solares fotovoltaicas estratégicas junto a las dos ya existentes. La planta solar de Arnedo (La Rioja) también se encuentra pendiente de una gran ampliación desde 2022. De llevarse a cabo estas cinco grandes ampliaciones de instalaciones energéticas, supondría convertirlas en verdaderas centrales solares fotovoltaicas nacionales de carácter estratégico, aumentando considerablemente la potencia energética que aportan al país.
En 2023 España puso en servicio en 2023 la mayor cifra de potencia instalada solar fotovoltaica de su historia, 5594 MW nuevos, un 28 % más que en 2022, lo que sumados a los ya existentes hacían un total de 25 549 MW, representando el 20,3 % de la potencia instalada en el parque de generación eléctrica de España. En mayo de 2024, la energía solar fotovoltaica se convirtió por primera vez en la fuente de energía eléctrica que mayor porcentaje de la demanda cubrió.
Potencia instalada y producción eléctrica con solar fotovoltaica (1990-2022)
Datos nacionales desde 2006, anteriores solo península.
| Nombre                                                                  | Potencia pico (MW) | GWh/año | Factor de capacidad | Fecha de finalización |
| ----------------------------------------------------------------------- | ------------------ | ------- | ------------------- | --------------------- |
| Central solar Núñez de Balboa (Badajoz)                                 | 500                | 832     |                     | 6 de abril de 2020    |
| Central solar fotovoltaica de Mula (Murcia)                             | 494                |         |                     | Julio de 2019         |
| Talayuela Solar (Cáceres)                                               | 300                | 600     |                     | 2020                  |
| Talasol Solar (Cáceres)                                                 | 300                | 600     |                     | 2020                  |
| Planta fotovoltaica Don Rodrigo (Sevilla)                               | 182                |         |                     | Septiembre de 2019    |
| Parque fotovoltaico Picón I, Picón II y Picón III (Ciudad Real)         | 150                |         |                     | Septiembre de 2019    |
| Santiz I, Guleve-Palacios del Arzobispo y Lerapa-Vadelosa I (Salamanca) | 110                |         |                     | Diciembre de 2019     |
| Parque fotovoltaico de Puertollano (Ciudad Real)                        | 70                 |         |                     | Noviembre de 2009     |
| Parque fotovoltaico de Olmedilla de Alarcón (Cuenca)                    | 60                 | 85      | 0,16                | Septiembre de 2008    |
| Planta solar fotovoltaica La Magascona y La Magasquilla (Cáceres)       | 34,5               |         |                     | 2008                  |
| Planta solar de Arnedo (La Rioja)                                       | 30                 |         | 0,24                | Octubre de 2008       |
| Planta solar de Osa de la Vega (Cuenca)                                 | 30                 |         |                     | 2008                  |
| Parque solar SPEX Mérida/Don Álvaro (Badajoz)                           | 30                 |         |                     | Septiembre de 2008    |
| Parque fotovoltaico de Casas de Los Pinos (Cuenca)                      | 28                 |         |                     | 2008                  |
| Planta solar de Fuente Álamo (Murcia)                                   | 26                 | 44      | 0,19                | Agosto de 2008        |
| Planta fotovoltaica de Lucainena de las Torres (Almería)                | 23,2               |         |                     | Agosto de 2008        |
| Parque fotovoltaico Abertura Solar (Cáceres)                            | 23,1               | 47      | 0,23                | 2008                  |
| Parque solar Hoya de Los Vincentes (Murcia)                             | 23                 | 41      | 0,20                | Enero de 2008         |
| Huerta solar de Almaraz (Cáceres)                                       | 22,1               |         |                     | Septiembre de 2008    |
| Parque solar de El Coronil (Sevilla)                                    | 21,47              | 40      |                     | 2008                  |
| Parque solar Calaverón (Albacete)                                       | 21,2               | 40      | 0,22                | 2008                  |
| Planta solar fotovoltaico de Calasparra (Murcia)                        | 20                 |         |                     | 2008                  |
| Parque fotovoltaico de Beneixama (Alicante)                             | 20                 | 30      | 0,17                | Septiembre de 2007    |
| Parque solar de El Bonillo (Albacete)                                   | 20                 |         |                     | Octubre de 2008       |
| Parque solar de Olivenza (Badajoz)                                      | 18                 |         |                     | Noviembre de 2008     |
| Huerta solar de Las Gabias (Granada)                                    | 18                 |         |                     | 2008                  |
| Planta solar de Calzada de Oropesa (Toledo)                             | 15                 |         |                     | 2009                  |
| Planta de energía solar de Mahora (Albacete)                            | 15                 |         |                     | Septiembre de 2008    |
| Planta solar de Lorca (Murcia)                                          | 14                 |         |                     | 2008                  |
| Planta solar de Salamanca (Salamanca)                                   | 13,8               |         |                     | 2008                  |
| Parque solar Guadarranque (Cádiz)                                       | 13,6               | 20      | 0,17                | Septiembre de 2007    |
| Huerta solar de El Realengo (Alicante)                                  | 13,24              |         | 0,17                | 2008                  |
| Parque fotovoltaico SOLTEN I (Islas Canarias)                           | 13                 |         | 0,17                | 2008                  |
| Parque solar de Lobosillo (Murcia)                                      | 12,7               |         |                     | Septiembre de 2007    |
| Parque solar Ramón Escriche (Tarragona)                                 | 12,0               |         |                     | Octubre de 2008       |
| Huerta solar de Alfarrasí (Valencia)                                    | 10,75              |         |                     | Enero de 2013         |

| Porcentaje de cobertura de la generación de electricidad por energía solar fotovoltaica en España |
|                                                                                                   |
| Fuente: Red Eléctrica de España                                                                   |

## Energía solar térmica

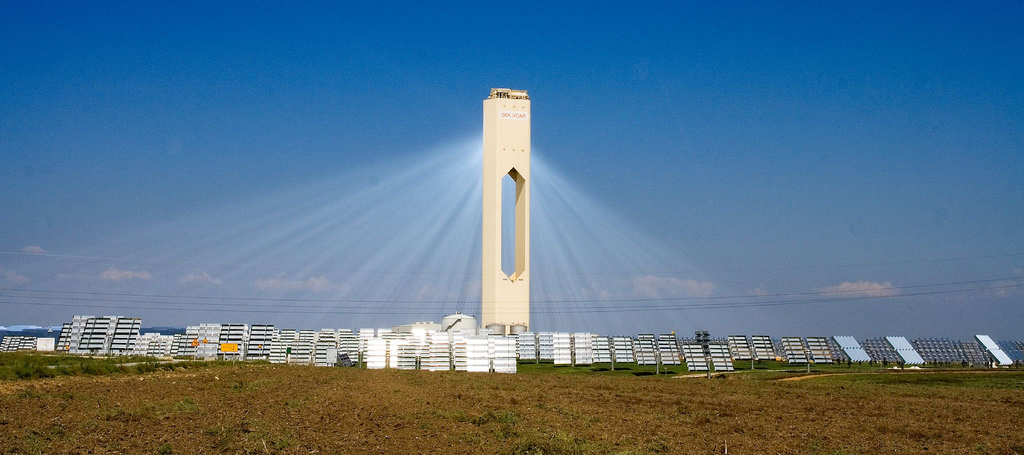
La planta PS10 de 11 MW de potencia produce energía eléctrica mediante el uso de 624 espejos gigantes móviles llamados helióstatos

En marzo de 2007, fue inaugurada en Europa la primera central térmica solar en Sanlúcar la Mayor en las cercanías de Sevilla, construida por la multinacional andaluza Abengoa. La planta de 11 MW conocida como PS10, produce electricidad mediante 634 helióstatos. Cada uno de estos helióstatos tiene una superficie de 121 metros cuadrados que concentra los rayos del sol en lo alto de una torre de 114 metros de altura donde está instalado un receptor solar y un calderín, desde ahí, el vapor es enviado a una turbina de vapor situada en un edificio anexo a la torre. La turbina mueve el generador, que produce la electricidad. PS10 es la primera de una serie de plantas de energía solar que serán construidas en la misma zona con una potencia total de más de 300 MW. Esta potencia será generada mediante el uso de diversas tecnologías. La segunda de estas plantas, la PS20, con capacidad para producir 20 MW mediante más de 1200 helióstatos del mismo tamaño que los de PS10, que concentran la luz solar en una receptor colocado en una torre de 165 m de altura, concluyó sus pruebas satisfactoriamente, y comenzó su explotación comercial a finales de abril de 2009. A estas dos centrales se unirían posteriormente Solnova 1, Solnova 3 y Solnova 4 de 50 MW cada una con tecnología de colectores solares cilindroparabólicos.
Simultáneamente se construyeron dos plantas de 50 MW Andasol 1 y Andasol 2 en otra zona de Andalucía, mediante la promoción conjunta de ACS Cobra y Sola Millennium group. Cada uno de ellas posee 510 120 m² de colectores solares cilindroparabólicos y 6 horas de almacenamiento de energía térmica. Las centrales Andasol son las primeras en Europa de su tipo. Cada una de ellas generará la energía necesaria para 200 000 personas y fueron en su momento las más grandes del mundo por superficie colectora.
Por su parte, la planta de energía solar por concentración Gemasolar, de 19,9 MW, utiliza un sistema de almacenamiento térmico en sales fundidas con gran capacidad de absorción calorífica, que permite producir electricidad durante 15 horas en ausencia de sol. Esta central solar térmica, ubicada en la provincia de Sevilla, posee un receptor de torre central de 140 m de altura y un campo solar formado por 2650 heliostatos, cada uno de ellos de 120 m².

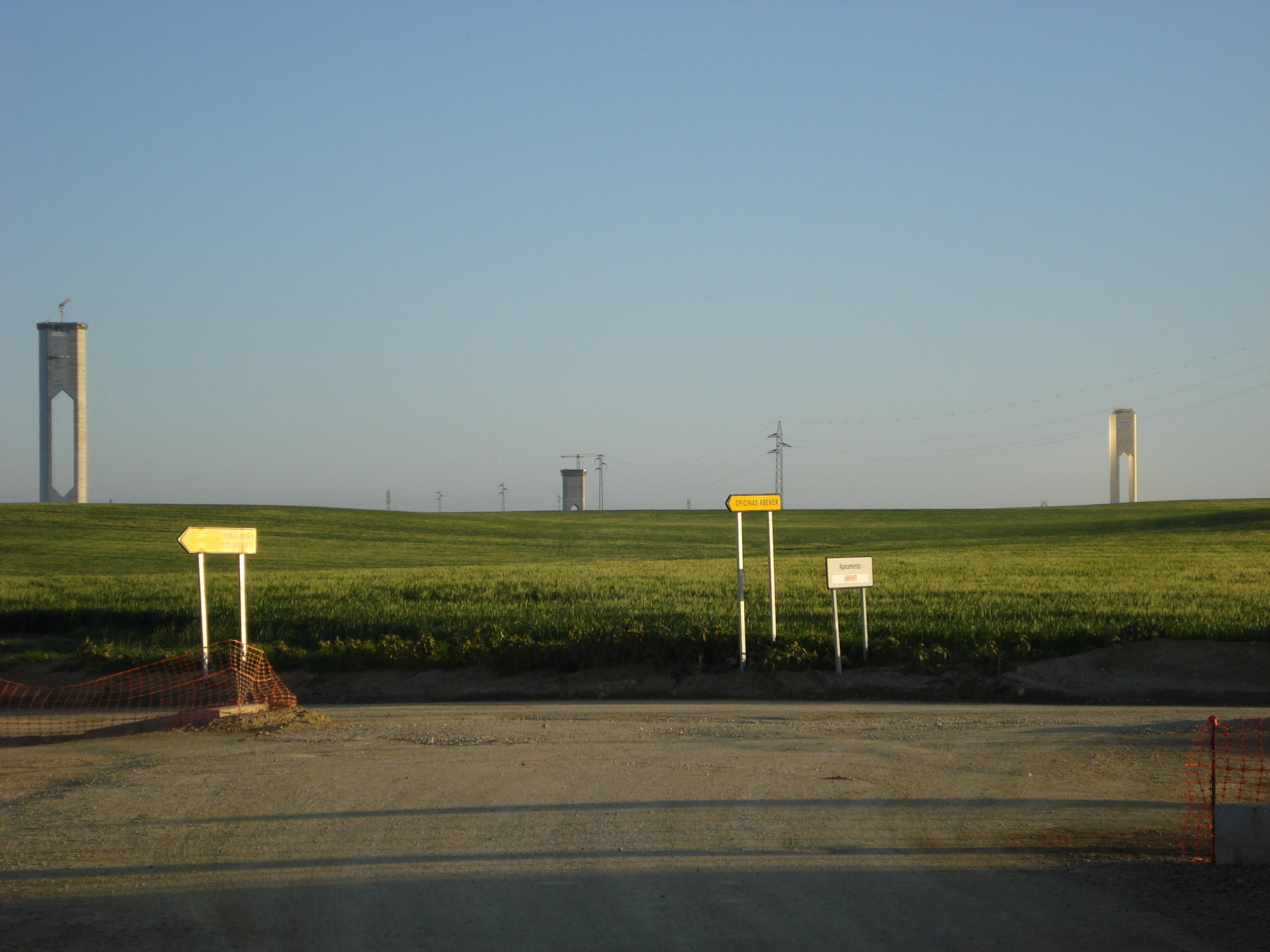
Tres centrales solares, desde la izquierda: PS20, Eureka5, PS10. Provincia de Sevilla, España

Las centrales térmicas solares son ideales para zonas como España, que requieren una gran energía para la refrigeración justo durante los picos de producción de este tipo de centrales eléctricas.
A partir de enero de 2008 se pusieron en marcha nuevos proyectos de energía solar térmica, que han ido entrando en servicio entre 2010 y 2013, encontrándose actualmente en explotación plantas con una potencia conjunta cercana a los 3 GW, la mayoría con capacidad de almacenamiento de energía. Como consecuencia de la crisis económica y los consiguientes recortes del gasto público, se han reducido las primas a las energía solar térmica, dando como consecuencia la paralización de todos los proyectos que no habían pasado a la fase de ejecución, no habiendo en la actualidad (2014) ninguna central en construcción.
Potencia instalada y producción eléctrica con solar térmica (1990-2022)
Datos nacionales desde 2006, anteriores solo península.
| Porcentaje de cobertura de la generación de electricidad por energía solar térmica en España |
|                                                                                              |
| Fuente: Red Eléctrica de España                                                              |

### Plataformas
Solar Concentra es la plataforma española de la energía termosolar de concentración. Fue creada en 2010 y promovida por la Fundación CTAER (Centro Tecnológico Avanzado de Energías Renovables) con el apoyo de la Junta de Andalucía y financiada por el Ministerio de Ciencia e Innovación. Esta plataforma se encuadra bajo la iniciativa europea de crear plataformas tecnológicas en Internet para impulsar y fomentar el uso de las nuevas tecnologías provenientes de las energías renovables.
Solar Concentra es un instrumento activo que contribuye a implementar el fomento de la I+D+i en este sector, y tiene como propósito favorecer la estrategia de innovación y desarrollo tecnológico de la termosolar en España. Esto se lleva a cabo gracias a la estructura organizativa que posibilita esta vertebración y a los grupos de trabajo, donde se integran todos los participantes.
Otros de los propósitos de la plataforma son:
- Contribuir a que la implantación comercial se distribuya y consolide de manera eficaz.
- Facilitar el intercambio de conocimiento, información y experiencia.
- Canalizar las inversiones atendiendo a las necesidades del sector.
- Ayudar a las administraciones en la definición y desarrollo de planes y programas relacionados con estas tecnologías. Transferir a la sociedad las ventajas de la aplicación de este tipo de energía.
- Constituirse en lanzadera de la participación de sus componentes en iniciativas internacionales, y determinar un mapa de conocimiento que defina las competencias y capacidades necesarias para el adecuado desarrollo profesional en el sector.

### En operación
Protermosolar, la Asociación Española de la Industria Solar Termoeléctrica, mantiene un mapa actualizado de plantas termosolares.
| Capacidad (MW) | Almacenamiento (horas) | Tecnología                 | Nombre            | Localización                                                                                    | Notas                                                              |
| -------------- | ---------------------- | -------------------------- | ----------------- | ----------------------------------------------------------------------------------------------- | ------------------------------------------------------------------ |
| 10             | 1                      | Torre con vapor            | PS10              | Sanlúcar la Mayor (Sevilla)                                                                     | Primera central de torre comercial de Europa                       |
| 50             | 7,5                    | Concentrador solar         | Andasol-1         | Aldeire (Granada)                                                                               | Completada en noviembre de 2008                                    |
| 20             | 1                      | Torre con vapor            | PS20              | Sanlúcar la Mayor (Sevilla)                                                                     | Completada en abril de 2009                                        |
| 1,4            | 0,5                    | Reflector de Fresnel       | Puerto Errado 1   | Calasparra (Murcia)                                                                             | Completada en abril de 2009                                        |
| 50             | 7,5                    | Concentrador solar         | Andasol-2         | Aldeire y La Calahorra (Granada)                                                                | Completada en 2009                                                 |
| 50             | 0                      | Concentrador solar         | Ibersol           | Puertollano (Ciudad Real)                                                                       | Completada en mayo de 2009                                         |
| 50             | 0                      | Concentrador solar         | La Risca          | Alvarado (Badajoz)                                                                              | Completada en julio de 2009                                        |
| 50             | 7,5                    | Concentrador solar         | Extresol-1        | Torre de Miguel Sesmero (Badajoz)                                                               | Conectada desde septiembre de 2009                                 |
| 50             | 7,5                    | Concentrador solar         | Extresol-2        | Torre de Miguel Sesmero (Badajoz)                                                               | Conectada desde abril de 2010                                      |
| 50             | 0                      | Concentrador solar         | Solnova 1         | Sanlúcar la Mayor (Sevilla)                                                                     | En explotación desde el 5 de mayo de 2010                          |
| 50             | 0                      | Concentrador solar         | Solnova 3         | Sanlúcar la Mayor (Sevilla)                                                                     | En explotación desde el 24 de mayo de 2010                         |
| 50             | 7,5                    | Concentrador solar         | La Florida        | Badajoz                                                                                         | Conectada desde julio de 2010                                      |
| 50             | 0                      | Concentrador solar         | Solnova 4         | Sanlúcar la Mayor (Sevilla)                                                                     | En explotación desde el 2 de agosto de 2010                        |
| 50             | 0                      | Concentrador solar         | Majadas           | Majadas de Tiétar (Cáceres)                                                                     | Conectada en octubre de 2010                                       |
| 50             | 7,5                    | Concentrador solar         | La Dehesa         | La Garrovilla (Badajoz)                                                                         | Conectada en octubre de 2010                                       |
| 50             | 0                      | Concentrador solar         | Palma del Río II  | Palma del Río (Córdoba)                                                                         | Conectada en diciembre de 2010                                     |
| 50             | 7,5                    | Concentrador solar         | Manchasol-1       | Alcázar de San Juan (Ciudad Real)                                                               | En operación desde el 28 de abril de 2011                          |
| 50             | 7,5                    | Concentrador solar         | Manchasol-2       | Alcázar de San Juan (Ciudad Real)                                                               | Conectada en abril de 2011                                         |
| 20             | 15                     | Torre con sales            | Gemasolar         | Fuentes de Andalucía (Sevilla)                                                                  | En operación desde mayo de 2011                                    |
| 50             | 0                      | Concentrador solar         | Palma del Río I   | Palma del Río (Córdoba)                                                                         | Conectada en julio de 2011                                         |
| 50             | 0                      | Concentrador solar         | Lebrija-1         | Lebrija (Sevilla)                                                                               | Conectada en julio de 2011                                         |
| 50             | 7,5                    | Concentrador solar         | Andasol-3         | Aldeire y La Calahorra (Granada)                                                                | Conectada en agosto de 2011                                        |
| 50             | 0                      | Concentrador solar         | Helioenergy 1     | Écija (Sevilla)                                                                                 | Conectada en septiembre de 2011                                    |
| 50             | 7,5                    | Concentrador solar         | Astexol II        | Badajoz                                                                                         | Conectada en noviembre de 2011                                     |
| 50             | 7,5                    | Concentrador solar         | Valle 1           | San José del Valle (Cádiz)                                                                      | Conectada en noviembre de 2011                                     |
| 50             | 7,5                    | Concentrador solar         | Valle 2           | San José del Valle (Cádiz)                                                                      | Conectada en diciembre de 2011                                     |
| 50             | 8                      | Concentrador solar         | Aste 1A           | Alcázar de San Juan (Ciudad Real)                                                               | Conectada en enero de 2012                                         |
| 50             | 8                      | Concentrador solar         | Aste 1B           | Alcázar de San Juan (Ciudad Real)                                                               | Conectada en enero de 2012                                         |
| 50             | 0                      | Concentrador solar         | Helioenergy 2     | Écija (Sevilla)                                                                                 | Conectada en enero de 2012                                         |
| 30             | 0,5                    | Reflector de Fresnel       | Puerto Errado II  | Calasparra (Murcia)                                                                             | Conectada en enero de 2012                                         |
| 50             | 0                      | Concentrador solar         | Solarcor 1        | El Carpio (Córdoba)                                                                             | Conectada en febrero de 2012                                       |
| 50             | 0                      | Concentrador solar         | Solarcor 2        | El Carpio (Córdoba)                                                                             | Conectada en abril de 2012                                         |
| 50             | 0                      | Concentrador solar         | Morón             | Morón de la Frontera (Sevilla)                                                                  | Conectada en mayo de 2012                                          |
| 50             | 0                      | Concentrador solar         | Helios 1          | Puerto Lápice (Ciudad Real) Arenas de San Juan (Ciudad Real) Villarta de San Juan (Ciudad Real) | Conectada en junio de 2012                                         |
| 50             | 0                      | Concentrador solar         | Solaben 3         | Logrosán (Cáceres)                                                                              | Conectada en junio de 2012                                         |
| 50             | 0                      | Concentrador solar         | Guzmán            | Palma del Río (Córdoba)                                                                         | Conectada en julio de 2012                                         |
| 50             | 0                      | Concentrador solar         | Olivenza 1        | Olivenza (Badajoz)                                                                              | Conectada en julio de 2012                                         |
| 50             | 7,5                    | Concentrador solar         | La Africana       | Posadas (Córdoba)                                                                               | Conectada en julio de 2012                                         |
| 50             | 0                      | Concentrador solar         | Helios 2          | Puerto Lápice (Ciudad Real) Arenas de San Juan (Ciudad Real) Villarta de San Juan (Ciudad Real) | Conectada en agosto de 2012                                        |
| 50             | 0                      | Concentrador solar         | Orellana          | Orellana (Badajoz)                                                                              | Conectada en agosto de 2012                                        |
| 50             | 7,5                    | Concentrador solar         | Extresol-3        | Torre de Miguel Sesmero (Badajoz)                                                               | Conectada en agosto de 2012                                        |
| 50             | 0                      | Concentrador solar         | Solaben 2         | Logrosán (Cáceres)                                                                              | Conectada en octubre de 2012                                       |
| 22,5           | 0                      | Concentrador solar Biomasa | Termosolar Borges | Borjas Blancas (Lérida)                                                                         | Primera planta híbrida con biomasa. Conectada en diciembre de 2012 |
| 50             | 9                      | Concentrador solar         | Termosol 1        | Navalvillar de Pela (Badajoz)                                                                   | Conectada en marzo de 2013                                         |
| 50             | 9                      | Concentrador solar         | Termosol 2        | Navalvillar de Pela (Badajoz)                                                                   | Conectada en marzo de 2013                                         |
| 50             | 0                      | Concentrador solar         | Solaben 1         | Logrosán (Cáceres)                                                                              | Conectada en agosto de 2013                                        |
| 50             | 0                      | Concentrador solar         | Enerstar          | Villena (Alicante)                                                                              | Conectada en noviembre de 2013                                     |
| 50             | 0                      | Concentrador solar         | Solaben 6         | Logrosán (Cáceres)                                                                              | Conectada en octubre de 2013                                       |
| 50             | 7,5                    | Concentrador solar         | Casablanca        | Cáceres                                                                                         | Conectada en diciembre de 2013                                     |
| 50             | 7                      | Concentrador solar         | Arenales          | Morón de la Frontera (Sevilla)                                                                  | Conectada en noviembre de 2013                                     |
| 2303,9         |                        | -                          | Capacidad total   | -                                                                                               | -                                                                  |

### En construcción
| Capacidad (MW) | Tecnología | Nombre          | Localización | Notas |
| -------------- | ---------- | --------------- | ------------ | ----- |
| 0              | -          | Capacidad Total | -            | -     |

### Anunciadas
| MW   | Nombre                      | Localización                                                | Tecnología                                           | Notas   |
| ---- | --------------------------- | ----------------------------------------------------------- | ---------------------------------------------------- | ------- |
| 200  | Andasol 4–7                 | Granada                                                     | Concentrador solar con almacenamiento de energía     | [ 65 ]  |
| 50   | Alcázar de San Juan         | Alcázar de San Juan (Ciudad Real)                           | Concentrador solar con almacenamiento de energía     | [ 82 ]  |
| 50   | Solargate 3                 | Alcázar de San Juan (Ciudad Real)                           | Concentrador solar con almacenamiento de energía     | [ 83 ]  |
| 50   | Solargate 2                 | Manzanares (Ciudad Real)                                    | Concentrador solar con almacenamiento de energía     | [ 84 ]  |
| 50   | Solargate 4                 | Alcázar de San Juan (Ciudad Real)                           | Concentrador solar con almacenamiento de energía     | [ 85 ]  |
| 50   | Alcázar                     | Alcázar de San Juan (Ciudad Real)                           | Central solar de torre con almacenamiento de energía | [ 86 ]  |
| 50   | Almasol Energía Spain I     | Villacañas (Toledo)                                         | Central solar de torre con almacenamiento de energía | [ 87 ]  |
| 50   | Puertosol II                | Puertollano (Ciudad Real) Almodóvar del Campo (Ciudad Real) | Concentrador solar con almacenamiento de energía     | [ 88 ]  |
| 8    | Renovalia 2                 | Puertollano (Ciudad Real)                                   | Disco Stirling                                       | [ 89 ]  |
| 12,4 | Renovalia 3                 | Puertollano (Ciudad Real)                                   | Disco Stirling                                       | [ 90 ]  |
| 10   | Renovalia 4                 | Puertollano (Ciudad Real)                                   | Disco Stirling                                       | [ 91 ]  |
| 10   | Renovalia 5                 | Puertollano (Ciudad Real)                                   | Disco Stirling                                       | [ 92 ]  |
| 10   | Renovalia 6                 | Puertollano (Ciudad Real)                                   | Disco Stirling                                       | [ 93 ]  |
| 10   | Renovalia 7                 | Puertollano (Ciudad Real)                                   | Disco Stirling                                       | [ 94 ]  |
| 10   | Renovalia 8                 | Puertollano (Ciudad Real)                                   | Disco Stirling                                       | [ 95 ]  |
| 100  | Solnova 2, 5                | Sevilla                                                     | Concentrador solar con almacenamiento de energía     | [ 96 ]  |
| 50   | Termesol 50                 | Sevilla                                                     | Concentrador solar con almacenamiento de energía     | [ 97 ]  |
| 50   | Arcosol 50                  | Cádiz                                                       | Concentrador solar con almacenamiento de energía     | [ 97 ]  |
| 50   | Ibersol Badajoz             | Fuente de Cantos (Badajoz)                                  | Concentrador solar                                   | [ 98 ]  |
| 50   | Ibersol Valdecaballeros 1–2 | Valdecaballeros (Badajoz)                                   | Concentrador solar                                   | [ 98 ]  |
| 50   | Ibersol Sevilla             | Aznalcóllar (Sevilla)                                       | Concentrador solar                                   | [ 98 ]  |
| 50   | Ibersol Almería             | Tabernas (Almería)                                          | Concentrador solar                                   | [ 98 ]  |
| 50   | Ibersol Albacete            | Almansa (Albacete)                                          | Concentrador solar                                   | [ 98 ]  |
| 50   | Ibersol Murcia              | Lorca (Murcia)                                              | Concentrador solar                                   | [ 98 ]  |
| 50   | Ibersol Zamora              | Cubillos (Zamora)                                           | Concentrador solar                                   | [ 98 ]  |
| 50   | Aste-3                      | Alcázar de San Juan (Ciudad Real)                           | Concentrador solar                                   | [ 99 ]  |
| 50   | Aste-4                      | Alcázar de San Juan (Ciudad Real)                           | Concentrador solar                                   | [ 100 ] |
| 50   | Astexol 1                   | Badajoz                                                     | Concentrador solar                                   |         |
| 50   | AZ 20                       | Sevilla                                                     | Central solar de torre                               | [ 96 ]  |
| 20   | Almaden Plant               | Albacete                                                    | Central solar de torre                               | [ 101 ] |
| 10   | Gotasol                     | Gotarrendura (Ávila)                                        | Reflector de Fresnel                                 | [ 102 ] |
| 0,08 | Aznalcollar TH              | Sevilla                                                     | Disco Stirling                                       | [ 96 ]  |

## Normativa urbanística
Las nuevas normas de construcción de vivienda de obra nueva en España obliga a la instalación de calentadores solares en todas las viviendas privadas nuevas o reformadas, y placas fotovoltaicas en todas las grandes superficies comerciales y de oficinas para reducir parte de los consumos energéticos de las mismas. La ley también refleja la importancia del aislamiento de la vivienda y el uso de la luz del día (tragaluces).
Sin embargo, dado que la norma data de 2007, y no afecta a los proyectos ya aprobados, el efecto que pueda tener esta norma tardará todavía varios años en poderse verificar. Igualmente, entre los proyectos legales que el gobierno propone aprobar se encuentra el autoconsumo de energía eléctrica de los poseedores de paneles fotovoltaicos, que hasta ahora solo podían vender íntegramente a las empresas de generación y distribución eléctrica.

## Investigación y desarrollo
La Plataforma Solar de Almería (PSA), parte del Centro de Investigaciones Energéticas, Medioambientales y Tecnológicas es un centro de investigación desarrollo y prueba de tecnologías de concentración de energía solar. ISFOC en Puertollano es un instituto de desarrollo para concentradores fotovoltaicos (CPV) y evalúa los mismos para optimizar la producción a gran escala y determinar el coste de la misma. La Universidad Politécnica de Madrid tiene un grupo de investigación sobre energía fotovoltaica.

## Organizaciones
- Agencia Internacional de las Energías Renovables (IRENA)
- Asociación Industrial Fotovoltaica Europea (EPIA)
- Unión Española Fotovoltaica (UNEF)
- Asociación Solar de la Industria Térmica (ASIT)
- Instituto de Energía Solar (IES-UPM)
- Asociación Española para la Internacionalización e Innovación de Empresas Solares (SOLARTYS)
- Autoconsumo individual, colectivo y creación de comunidades energéticas (Ecooo Energía Ciudadana)